# Листопад 2015
Листопад 2015 — одинадцятий місяць 2015 року, що розпочався в неділю 1 листопада та закінчився в понеділок 30 листопада.

## Події
- 1 листопада
  - Встановлено, що пацієнти за лунатизом відчувають набагато менше болю[en] у сні, ніж у стані неспання, навіть за умов отримання поранень[1][2].
- 2 листопада
  - AI2[en] запустили нову відкриту пошукову систему для наукових статей Semantic Scholar. Наразі там індексовані близько 3 млн статей з тематики інформатики, проте планується розширити базу даних на інші спеціальності, включаючи медицину[3].
- 5 листопада
  - Прорвало дві греблі біля шахт у Бразилії. Миттєві жертви — вбито принаймні 11 людей, більше 600 пошкоджено, порушено водопостачання до 250 тис. людей. Довготривалі ефекти можуть бути різними — вода з шахт потрапила у ріку Ріо-Досі, і містить в собі дуже високі концентрації миш'яку, ртуті та хрому[4].
- 7 листопада
  - Китайський і тайванський президенти — Сі Цзіньпін та Їнцзю Ма вперше зустрілися на офіційному рівні[5].
- 10 листопада
  - Колишній канцлер Західної Німеччини Гельмут Шмідт (на фото) помер у віці 96 років[6].
- 12 листопада
  - Двома терористами-смертниками здійснені терористичні атаки в Бурдж-аль-Бараджне, південному районі Бейруту, кількість жертв сягає принаймні 42 людини, тоді як більше 200 людей було поранено[7][8].
- 13 листопада
  - У Парижі здійснено 4 теракти, вбито більше 20 чоловік, 60 залишаються у заручниках[9].
  - Міжнародна асоціація легкоатлетичних федерацій заборонила легкоатлетам з Росії брати участь у змаганнях під егідою асоціації через масові та систематичні порушення антидопінгового контролю[10].
  - У Лівані оголошено день жалоби через наймасштабніші терористичні атаки з кінця громадянської війни у 1990[8].
- 16 листопада
  - Вперше знайдений білковий комплекс «біокомпас», яких допомагає тваринам орієнтуватися у магнітному полі Землі[11][12].
- 17 листопада
  - Обігравши у стикових матчах збірну Словенії (3:1 за сумою двох матчів), збірна України з футболу вийшла до фінальної частини Євро-2016[13].
- 19 листопада
  - На Світовій конференції з радіокомунікацій[en] у Женеві Міжнародний телекомунікаційний союз не зміг ухвалити рішення з приводу доцільності існування високосної секунди і призначив дату рішення на 2023 рік[14].

- - Після 20 років обговорень та тестування FDA дозволило використовувати першу ГМО-тварину в їжу. Генетична модифікація AquAdvantage лосося[en] пришвидшує ріст риби вдвічі, в порівнянні з лососем дикого типу[15].
- 22 листопада
  - Через підрив невідомими електроопор на кордоні з окупованим Кримом відбулося його повне знеструмлення. На півострові введений надзвичайний стан[16].
- 23 листопада
  - Американська компанія Pfizer та ірландська Allergan домовилися про злиття, котре стане найбільшим за всю історію фармацевтичної галузі[17].
  - Тестовий запуск ракети Blue Origin пройшов успішно — ракета піднялася на 100.5 км, випустила капсулу, яка в майбутньому може містити пасажирів, ракета при цьому повернулася до стартового комплексу[18][19].
- 24 листопада
  - Туреччина збила російський Су-24 через порушення повітряного простору[20].
- 28 листопада
  - Володимир Путін, реагуючи на збиття російського бомбардувальника Су-24М, підписав закон про санкції проти Туреччини[21]
  - У Росії танкер сів на мілину, через тріщину в кораблі в море витекло паливо[22]
- 29 листопада
  - Українець Володимир Кличко більше не чемпіон світу за версіями WBA, IBF та WBO[23]
- 30 листопада
  - У Парижі під егідою ООН розпочалася Конференція ООН з питань клімату 2015 (COP21), яку відвідають більше 150 голів держав, включаючи Україну. На конференції буде домовлено глобальні плани протидії змінам клімату, виділенням парникових газів тощо[24][25].
  - Помер російський режисер Ельдар Рязанов (на початку російської агресії проти України він підписав лист на підтримку України)[26].